# Najpopularniejsze imiona
Lista najpopularniejszych imion w różnych państwach świata:
Uwaga: prezentowane dane, w zależności od kraju, pochodzą z różnych okresów i dotyczą bądź nadawalności w konkretnych latach (nowo narodzonym dzieciom, napisano wtedy samą datę), bądź globalnego rankingu popularności imion wśród całej populacji danego kraju (napisano wtedy: „cała populacja”).

## Azja, Australia i Oceania

### Imiona męskie
| Region (rok)                            | 1       | 2                             | 3                             | 4       | 5                | 6                | 7       | 8                                 | 9                                 | 10                                |
| --------------------------------------- | ------- | ----------------------------- | ----------------------------- | ------- | ---------------- | ---------------- | ------- | --------------------------------- | --------------------------------- | --------------------------------- |
| Terytorium Północne, Australia (2018)   | Jack    | Oliver                        | Michael                       | Noah    | Alexander, Ethan | Alexander, Ethan | William | 8–11 Cooper, John, Joseph, Thomas | 8–11 Cooper, John, Joseph, Thomas | 8–11 Cooper, John, Joseph, Thomas |
| Nowa Południowa Walia, Australia (2018) | Oliver  | William                       | Noah                          | Jack    | Henry            | Thomas           | Lucas   | Liam                              | Leo                               | Alexander                         |
| Japonia (2023)                          | Ao, Aoi | 2–3 Haruto, Hinato, Dan, Haru | 2–3 Haruto, Hinato, Dan, Haru | Ritsu   | Aoi, Sō, Ao      | Sōma, Fūma       | Ren     | 8–10 Nagi, Nagisa, Minato         | 8–10 Nagi, Nagisa, Minato         | 8–10 Nagi, Nagisa, Minato         |
| Nowa Zelandia (2023)                    | Noah    | Oliver                        | Luca                          | Jack    | Leo              | Theodore         | George  | Henry                             | Charlie                           | Hudson                            |
| Filipiny (2021)                         | Jacob   | Nathaniel                     | Gabriel                       | Ezekiel | Nathan           | Ethan            | Angelo  | James                             | Matthew                           | Zion                              |

### Imiona żeńskie
| Region (rok)                            | 1              | 2            | 3            | 4         | 5                                | 6                                | 7                                                 | 8                                                 | 9                                                            | 10                                                           |
| --------------------------------------- | -------------- | ------------ | ------------ | --------- | -------------------------------- | -------------------------------- | ------------------------------------------------- | ------------------------------------------------- | ------------------------------------------------------------ | ------------------------------------------------------------ |
| Terytorium Północne, Australia (2018)   | Charlotte      | Evelyn, Isla | Evelyn, Isla | Olivia    | Amelia, Ruby                     | Amelia, Ruby                     | 7–12 Abigail, Isabella, Matilda, Mia, Sophia, Zoe | 7–12 Abigail, Isabella, Matilda, Mia, Sophia, Zoe | 7–12 Abigail, Isabella, Matilda, Mia, Sophia, Zoe            | 7–12 Abigail, Isabella, Matilda, Mia, Sophia, Zoe            |
| Nowa Południowa Walia, Australia (2018) | Charlotte      | Amelia       | Olivia       | Mia       | Ava                              | Isla                             | Grace                                             | Chloe                                             | Harper                                                       | Emily                                                        |
| Japonia (2023)                          | Himari, Hinata | Rin          | Tsumugi      | Yua, Yuna | 5–8 Yuina/Yuna, Mio, Mei, Koharu | 5–8 Yuina/Yuna, Mio, Mei, Koharu | 5–8 Yuina/Yuna, Mio, Mei, Koharu                  | 5–8 Yuina/Yuna, Mio, Mei, Koharu                  | 9–14 Hina, Haruna, Ema, Sui, Midori, Yuzuki, Ai, Mana, Iroha | 9–14 Hina, Haruna, Ema, Sui, Midori, Yuzuki, Ai, Mana, Iroha |
| Nowa Zelandia (2023)                    | Charlotte      | Harper       | Isla         | Olivia    | Ava                              | Amelia                           | Mia                                               | Mila                                              | Sophie                                                       | Emily                                                        |
| Filipiny (2021)                         | Althea         | Angel        | Samantha     | Sophia    | Sofia                            | Andrea                           | Nathalie                                          | Princess                                          | Angela                                                       | Chloe                                                        |

## Europa

### Imiona męskie
| Region (rok)                                 | 1           | 2                                                   | 3                                                   | 4                                                   | 5                                                   | 6                                                   | 7                                                   | 8                                                   | 9                                 | 10                                |
| -------------------------------------------- | ----------- | --------------------------------------------------- | --------------------------------------------------- | --------------------------------------------------- | --------------------------------------------------- | --------------------------------------------------- | --------------------------------------------------- | --------------------------------------------------- | --------------------------------- | --------------------------------- |
| Anglia i Walia (2023)                        | Muhammad    | Noah                                                | Oliver                                              | George                                              | Leo                                                 | Arthur                                              | Luca                                                | Theodore                                            | Oscar                             | Henry                             |
| Armenia (2018)                               | Davit       | Narek                                               | Hayk                                                | Mark                                                | Tigran                                              | Alex                                                | Aren                                                | Artur                                               | Gor                               | Samvel                            |
| Austria (2023)                               | Paul        | Jakob                                               | Elias                                               | Maximilian                                          | Felix                                               | Noah                                                | Leon                                                | David                                               | Tobias                            | Jonas                             |
| Belgia (2024)                                | Noah        | Arthur                                              | Jules                                               | Louis                                               | Liam                                                | Adam                                                | Gabriel                                             | Victor                                              | Lucas                             | Leon                              |
| Czechy (2022)                                | Jakub       | Jan                                                 | Matyáš                                              | Adam                                                | Tomáš                                               | Matěj                                               | Filip                                               | Vojtěch                                             | Dominik                           | David                             |
| Dania (2023)                                 | Carl        | William                                             | Oscar                                               | Alfred                                              | Noah                                                | Aksel                                               | Emil                                                | Oliver                                              | Malthe                            | Valdemar                          |
| Finlandia (2017, użytkownicy fińskojęzyczni) | Juhani      | Olavi                                               | Johannes                                            | Mikael                                              | Ilmari                                              | Onni                                                | Oliver                                              | Matias                                              | Elias                             | Antero                            |
| Francja (2018)                               | Gabriel     | Raphaël                                             | Léo                                                 | Louis                                               | Lucas                                               | Adam                                                | Arthur                                              | Jules                                               | Hugo                              | Maël                              |
| Hiszpania (2022)                             | Martin      | Mateo                                               | Hugo                                                | Leo                                                 | Lucas                                               | Manuel                                              | Alejandro                                           | Pablo                                               | Daniel                            | Álvaro                            |
| Kraj Basków, Hiszpania (2022)                | Martin      | Markel                                              | Julen                                               | Oihan                                               | Jon                                                 | Luka                                                | Aimar                                               | Aiur                                                | Oier                              | Ander                             |
| Katalonia, Hiszpania (2022)                  | Leo         | Nil                                                 | Marc                                                | Pol                                                 | Jan                                                 | Biel                                                | Marti                                               | Alex                                                | Pau                               | Hugo                              |
| Holandia (2023)                              | Noah        | Luca                                                | Lucas                                               | Liam                                                | Levi                                                | Sem                                                 | Daan                                                | Mees                                                | Noud                              | James                             |
| Irlandia (2023)                              | Jack        | Noah                                                | James                                               | Rian                                                | Liam                                                | Cillian                                             | Daniel                                              | Finn                                                | Conor, Charlie                    | Conor, Charlie                    |
| Irlandia Północna (2018)                     | James       | Noah                                                | Jack                                                | Charlie                                             | Daniel                                              | Jacob                                               | Oliver                                              | Harry                                               | Thomas                            | Leo                               |
| Islandia (2021)                              | Aron        | Jökull                                              | Alexander                                           | Kári                                                | Emil                                                | Jón                                                 | 7–8 Matthías/Mattías/Mathías, Mikael/Mikkael/Mikkel | 7–8 Matthías/Mattías/Mathías, Mikael/Mikkael/Mikkel | Óliver                            | 10–11 Atlas, Elmar                |
| Litwa (2023)                                 | Markas      | Matas                                               | Jokūbas                                             | Nojus                                               | Herkus                                              | Motiejus                                            | Emilis                                              | Lukas                                               | Aronas                            | Benas                             |
| Litwa (2023, cała populacja od 1900)         | Jonas       | Antanas                                             | Juozas                                              | Vytautas                                            | Petras                                              | Stasys                                              | Ivan                                                | Pranas                                              | Tomas                             | Aleksandr                         |
| Niemcy (2023)                                | Noah        | Matteo                                              | Leon                                                | Paul                                                | Emil                                                | Luca/Luka                                           | Henry/Henri                                         | Elias                                               | Louis/Luis                        | Liam                              |
| Norwegia (2018)                              | Lucas/Lukas | Filip/Fillip/Philip/Phillip                         | Oliver                                              | Oskar/Oscar                                         | Emil                                                | Jakob/Jacob                                         | Noah/Noa                                            | Aksel/Axel                                          | Henrik                            | Elias                             |
| Polska (22 stycznia 2025, cała populacja)    | Piotr       | Krzysztof                                           | Tomasz                                              | Andrzej                                             | Paweł                                               | Michał                                              | Jan                                                 | Marcin                                              | Jakub                             | Adam                              |
| Polska (2024)                                | Nikodem     | Antoni                                              | Jan                                                 | Aleksander                                          | Leon                                                | Franciszek                                          | Ignacy                                              | Jakub                                               | Stanisław                         | Mikołaj                           |
| Portugalia (2022)                            | Francisco   | Alfonso                                             | João                                                | Tomás                                               | Duarte                                              | Lourenço                                            | Santiago                                            | Martim                                              | Miguel                            | Gabriel                           |
| Słowenia (2023)                              | Luka        | Nik                                                 | Filip                                               | Jakob                                               | Mark                                                | Lovro                                               | Liam                                                | Tim                                                 | Lan                               | Oskar                             |
| Szkocja (2017)                               | Jack        | Oliver                                              | James                                               | Lewis                                               | Logan                                               | Noah                                                | Harris                                              | Alexander                                           | Leo                               | Harry                             |
| Szwajcaria (2017)                            | Noah        | Liam                                                | Luca                                                | Leon                                                | Gabriel                                             | David                                               | Elias                                               | Samuel                                              | Matteo                            | Ben                               |
| Szwecja (2018)                               | William     | Liam                                                | Noah                                                | Lucas                                               | Oliver                                              | Oscar                                               | Elias                                               | Hugo                                                | Adam                              | Alexander                         |
| Turcja (2023)                                | Alparslan   | Yusuf                                               | Göktuğ                                              | Ömer Asaf                                           | Miraç                                               | Ömer                                                | Kerem                                               | Eymen                                               | Metehan                           | Aras                              |
| Ukraina (2018)                               | Matwij      | Maksim                                              | Artem                                               | Oleksandr                                           | Daniło                                              | Władisław                                           | Dmitro                                              | Dawid                                               | Marko                             | Denis                             |
| Węgry (2018)                                 | Bence       | Máté                                                | Dominik                                             | Marcell                                             | Noel                                                | Levente                                             | Ádám                                                | Dániel                                              | Milán                             | Dávid                             |
| Włochy (2018)                                | Leonardo    | Francesco                                           | Alessandro                                          | Lorenzo                                             | Mattia                                              | Andrea                                              | Gabriele                                            | Riccardo                                            | Tommaso                           | Edoardo                           |
| Wyspy Owcze, Dania (2022)                    | Bartal      | Baldur, Brandur, Kristian, Lukas, Niels, Nóa, Rókur | Baldur, Brandur, Kristian, Lukas, Niels, Nóa, Rókur | Baldur, Brandur, Kristian, Lukas, Niels, Nóa, Rókur | Baldur, Brandur, Kristian, Lukas, Niels, Nóa, Rókur | Baldur, Brandur, Kristian, Lukas, Niels, Nóa, Rókur | Baldur, Brandur, Kristian, Lukas, Niels, Nóa, Rókur | Baldur, Brandur, Kristian, Lukas, Niels, Nóa, Rókur | 9–12 Gilli, Mattias, Ragnar, Tóki | 9–12 Gilli, Mattias, Ragnar, Tóki |

### Imiona żeńskie
| Region (rok)                                 | 1             | 2                           | 3                           | 4                            | 5                            | 6                                                 | 7                                                 | 8                                                 | 9                                                 | 10                                                |
| -------------------------------------------- | ------------- | --------------------------- | --------------------------- | ---------------------------- | ---------------------------- | ------------------------------------------------- | ------------------------------------------------- | ------------------------------------------------- | ------------------------------------------------- | ------------------------------------------------- |
| Anglia i Walia (2023)                        | Olivia        | Amelia                      | Isla                        | Lily                         | Freya                        | Ava                                               | Ivy                                               | Florence                                          | Willow                                            | Isabella                                          |
| Armenia (2018)                               | Nare          | Maria                       | Mane                        | Mari                         | Arpi                         | Ellen                                             | Anahit                                            | Mariam                                            | Milena                                            | Yeva                                              |
| Austria (2023)                               | Emilia        | Marie                       | Emma                        | Anna                         | Mia                          | Sophia                                            | Valentina                                         | Lena                                              | Lea                                               | Laura                                             |
| Belgia (2024)                                | Olivia        | Emma                        | Louise                      | Lina                         | Sofia                        | Eva                                               | Mila                                              | Alice                                             | Juliette                                          | Mia                                               |
| Czechy (2022)                                | Eliška        | Viktorie                    | Anna                        | Sofie                        | Natálie                      | Tereza                                            | Adéla                                             | Ema                                               | Amálie                                            | Nela                                              |
| Dania (2023)                                 | Frida         | Luna                        | Ella                        | Alma                         | Emma                         | Sofia                                             | Olivia                                            | Agnes                                             | Ida                                               | Karla                                             |
| Finlandia (2017, użytkownicy fińskojęzyczni) | Maria         | Sofia                       | Aurora                      | Emilia                       | Olivia                       | Aino                                              | Amanda                                            | Ilona                                             | Helmi                                             | Matilda                                           |
| Francja (2018)                               | Emma          | Jade                        | Louise                      | Alice                        | Chloé                        | Lina                                              | Léa                                               | Rose                                              | Anna                                              | Mila                                              |
| Hiszpania (2022)                             | Lucía         | Sofia                       | Martina                     | Valeria                      | María                        | Julia                                             | Paula                                             | Emma                                              | Olivia                                            | Daniela                                           |
| Kraj Basków, Hiszpania (2022)                | Ane           | June                        | Malen                       | Laia                         | Nahia                        | Maddi                                             | Nora                                              | Izaro                                             | Lucia                                             | Alaia                                             |
| Katalonia, Hiszpania (2022)                  | Julia         | Ona                         | Martina                     | Mia                          | Lucia                        | Emma                                              | Sofia                                             | Aina                                              | Gala                                              | Paula                                             |
| Holandia (2023)                              | Julia         | Olivia                      | Mila                        | Emma                         | Sophie                       | Nora                                              | Yara                                              | Saar                                              | Noor                                              | Tess                                              |
| Irlandia (2023)                              | Grace         | Emily                       | Sophie                      | Ellie                        | Mia                          | Amelia                                            | Éabha                                             | Ella                                              | Isla                                              | Hannah                                            |
| Irlandia Północna (2018)                     | Grace         | Emily                       | Olivia                      | Sophie                       | Ella                         | Amelia                                            | Isla                                              | Anna                                              | Lily                                              | Lucy                                              |
| Islandia (2021)                              | Emilía/Emelía | Embla                       | Sara                        | 4–6 Aþena, Matthildur, Sóley | 4–6 Aþena, Matthildur, Sóley | 4–6 Aþena, Matthildur, Sóley                      | 7–8 Katla, Viktoría                               | 7–8 Katla, Viktoría                               | Guðrún                                            | Saga                                              |
| Litwa (2023)                                 | Amelija       | Sofija                      | Liepa                       | Izabelė                      | Emilija                      | Kamilė                                            | Lėja                                              | Luknė                                             | Gabija                                            | Olivija                                           |
| Litwa (2023, cała populacja od 1900)         | Ona           | Marija                      | Elena                       | Janina                       | Irena                        | Jadvyga                                           | Marijona                                          | Emilija                                           | Aldona                                            | Stanislava                                        |
| Niemcy (2023)                                | Sophia/Sofia  | Emilia                      | Emma                        | Mia                          | Hanna/Hannah                 | Mila                                              | Lina                                              | Ella                                              | Klara/Clara                                       | Lia/Liah                                          |
| Norwegia (2018)                              | Emma          | Nora/Norah                  | Olivia                      | Sara/Sahra/Sarah/Zara        | Emilie                       | Leah/Lea                                          | Sofie/Sophie                                      | Ella                                              | Amaile                                            | Maja/Maia/Maya                                    |
| Polska (22 stycznia 2025, cała populacja)    | Anna          | Katarzyna                   | Maria                       | Małgorzata                   | Agnieszka                    | Barbara                                           | Ewa                                               | Magdalena                                         | Elżbieta                                          | Joanna                                            |
| Polska (2024)                                | Maja          | Zofia                       | Zuzanna                     | Laura                        | Hanna                        | Julia                                             | Oliwia                                            | Pola                                              | Alicja                                            | Maria                                             |
| Portugalia (2022)                            | Maria         | Alice                       | Leonor                      | Matilde                      | Benedita                     | Carolina                                          | Beatriz                                           | Margarida                                         | Francisca                                         | Camila                                            |
| Słowenia (2023)                              | Ema           | Hana                        | Zala                        | Mia                          | Julija                       | Sofija                                            | Ela                                               | Ajda                                              | Vita                                              | Mila                                              |
| Szkocja (2017)                               | Olivia        | Emily                       | Isla                        | Sophie                       | Amelia                       | Jessica                                           | Ava                                               | Ella                                              | Charlotte                                         | Aria                                              |
| Szwajcaria (2017)                            | Emma          | Mia                         | Sofia                       | Lina                         | Lena                         | Lea                                               | Lara                                              | Emilia                                            | Nina                                              | Anna                                              |
| Szwecja (2018)                               | Alice         | Maja                        | Lilly                       | Ella                         | Wilma                        | Ebba                                              | Olivia                                            | Astrid                                            | Alma                                              | Elsa                                              |
| Turcja (2023)                                | Asel          | Zeynep                      | Defne                       | Zümra                        | Asya                         | Elif                                              | Elisa                                             | Lina                                              | Gökçe                                             | Ecrin                                             |
| Ukraina (2018)                               | Sofia         | Anna                        | Weronika                    | Wiktorija                    | Anastasija                   | Złata                                             | Marija                                            | Sołomija                                          | Jana                                              | Diana                                             |
| Węgry (2018)                                 | Hanna         | Zoé                         | Anna                        | Emma                         | Luca                         | Lena                                              | Zsófia                                            | Boglárka                                          | Jázmin                                            | Lili                                              |
| Włochy (2018)                                | Sofia         | Giulia                      | Aurora                      | Alice                        | Ginevra                      | Emma                                              | Giorgia                                           | Greta                                             | Beatrice                                          | Anna                                              |
| Wyspy Owcze, Dania (2022)                    | Eva           | Anna, Elvira, Olivia, Sólja | Anna, Elvira, Olivia, Sólja | Anna, Elvira, Olivia, Sólja  | Anna, Elvira, Olivia, Sólja  | 6–12 Bára, Bjarta, Bjørg, Lilja, Lív, Ronja, Tóra | 6–12 Bára, Bjarta, Bjørg, Lilja, Lív, Ronja, Tóra | 6–12 Bára, Bjarta, Bjørg, Lilja, Lív, Ronja, Tóra | 6–12 Bára, Bjarta, Bjørg, Lilja, Lív, Ronja, Tóra | 6–12 Bára, Bjarta, Bjørg, Lilja, Lív, Ronja, Tóra |

## Ameryka

### Imiona męskie
| Region (rok)                      | 1       | 2       | 3        | 4      | 5        | 6        | 7        | 8           | 9            | 10             |
| --------------------------------- | ------- | ------- | -------- | ------ | -------- | -------- | -------- | ----------- | ------------ | -------------- |
| Chile (2019)                      | Mateo   | Agustín | Santiago | Tomás  | Benjamín | Lucas    | Gaspar   | Alonso      | Vicente      | Maxmiliano     |
| Brazylia (2017)                   | Miguel  | Arthur  | Davi     | Heitor | Gabriel  | Bernardo | Lorenzo  | Joao Miguel | Enzo Gabriel | Pedro Henrique |
| Kanada (2022)                     | Noah    | Liam    | William  | Leo    | Theodore | Oliver   | Benjamin | Thomas      | Lucas        | Jack           |
| Kolumbia Brytyjska, Kanada (2023) | Noah    | Oliver  | Theodore | Liam   | Jack     | Lucas    | Leo      | Ethan       | Owen         | Henry          |
| Quebec, Kanada (2017)             | William | Logan   | Liam     | Noah   | Jacob    | Thomas   | Raphael  | Nathan      | Leo          | Alexis         |
| USA (2023)                        | Liam    | Noah    | Oliver   | James  | Elijah   | Mateo    | Theodore | Henry       | Lucas        | William        |

### Imiona żeńskie
| Region (rok)                      | 1        | 2         | 3         | 4         | 5        | 6             | 7        | 8        | 9         | 10      |
| --------------------------------- | -------- | --------- | --------- | --------- | -------- | ------------- | -------- | -------- | --------- | ------- |
| Chile (2019)                      | Isabella | Sofía     | Agustina  | Emilia    | Josefa   | Isidora       | Emma     | Trinidad | Florencia | Julieta |
| Brazylia (2017)                   | Alice    | Valentina | Helena    | Laura     | Sophia   | Maria Eduarda | Lorena   | Julia    | Heloisa   | Livia   |
| Kanada (2022)                     | Olivia   | Emma      | Charlotte | Amelia    | Sophia   | Chloe         | Mia      | Ava      | Lily      | Mila    |
| Kolumbia Brytyjska, Kanada (2023) | Olivia   | Emma      | Sophia    | Charlotte | Isla     | Amelia        | Ava      | Chloe    | Hazel     | Mila    |
| Quebec, Kanada (2017)             | Emma     | Lea       | Alice     | Olivia    | Florence | Charlotte     | Charlie  | Rosalie  | Beatrice  | Zoe     |
| USA (2023)                        | Olivia   | Emma      | Charlotte | Amelia    | Sophia   | Mia           | Isabella | Ava      | Evelyn    | Luna    |